# بريان آدامز (لاعب هوكي الجليد)
بريان آدامز (بالفرنسية: Bryan Adams)‏ (و. 1977  م) هو لاعب هوكي الجليد كندي، مركز لعبه هو جناح ‏.

## روابط خارجية
- بريان آدامز على موقع دوري الهوكي الوطني (الإنجليزية)
- بريان آدامز على موقع EliteProspects.com (الإنجليزية)
- بريان آدامز على موقع HockeyDB.com (الإنجليزية)
- بريان آدامز على موقع Hockey-Reference.com (الإنجليزية)